# Lautaro Geminiani
Lautaro Dante Geminiani (Paraná, Entre Ríos, Argentina, 2 de marzo de 1991) es un futbolista argentino que juega como defensor en Zamora Fútbol Club de la Primera División de Venezuela .

## Inferiores
Hizo inferiores en Boca Juniors, Quilmes y Patronato (donde debutó en 2013). En Patronato, jugó 8 años de forma ininterrumpida consiguiendo el Ascenso a la máxima categoría del fútbol argentino en 2015. Se adaptó de gran forma a la Primera División con el Rojinegro con una cantidad interesante de partidos. En total, con el Santo entrerriano suma 127 partidos disputados contando el Nacional B y la Primera. 
A mitad del 2019, Geminiani decide dar un paso al costado luego de tantos años y recala en Sarmiento. En el Verde, no tuvo mucha regularidad y durante toda la temporada 2019/20 sumó tan solo 8 partidos en el Torneo de la Primera Nacional.
El 14 de agosto de 2020 se hace oficial su retorno a Patronato después de estar afuera por 1 año.

### Estadísticas
- Actualizado hasta el 14 de agosto de 2020.

| Club                | Div.    | Temporada | Liga  | Liga  | Liga   | Copas Nacionales(1) | Copas Nacionales(1) | Copas Nacionales(1) | Torneos Internacionales(2) | Torneos Internacionales(2) | Torneos Internacionales(2) | Total | Total | Total  |
| Club                | Div.    | Temporada | Part. | Goles | Asist. | Part.               | Goles               | Asist.              | Part.                      | Goles                      | Asist.                     | Part. | Goles | Asist. |
| ------------------- | ------- | --------- | ----- | ----- | ------ | ------------------- | ------------------- | ------------------- | -------------------------- | -------------------------- | -------------------------- | ----- | ----- | ------ |
| Patronato Argentina |         |           |       |       |        |                     |                     |                     |                            |                            |                            |       |       |        |
| 2.ª                 | 2012/13 | 2         | -     | -     | -      | -                   | -                   | -                   | -                          | -                          | 2                          | 0     | 0     |        |
| 2.ª                 | 2013/14 | 18        | -     | -     | 1      | -                   | -                   | -                   | -                          | -                          | 19                         | 0     | 0     |        |
| 2.ª                 | 2014    | 4         | -     | -     | -      | -                   | -                   | -                   | -                          | -                          | 4                          | 0     | 0     |        |
| 2.ª                 | 2015    | 43        | -     | -     | 1      | -                   | -                   | -                   | -                          | -                          | 44                         | 0     | 0     |        |
| 1.ª                 | 2016    | 8         | -     | -     | 2      | -                   | -                   | -                   | -                          | -                          | 10                         | 0     | 0     |        |
| 1.ª                 | 2016/17 | 26        | 0     |       | -      | -                   | -                   | -                   | -                          | -                          | 26                         | 0     |       |        |
| 1.ª                 | 2017/18 | 3         | 0     |       | -      | -                   | -                   | -                   | -                          | -                          | 3                          | 0     |       |        |
| 1.ª                 | 2018/19 | 15        | 0     |       | -      | -                   | -                   | -                   | -                          | -                          | 15                         | 0     |       |        |
| Total               | Total   | 119       | -     | -     | 4      | -                   | -                   | -                   | -                          | -                          | 142                        | -     | -     |        |

## Clubes
| Club               | País      | Año         |
| ------------------ | --------- | ----------- |
| Patronato          | Argentina | 2012 - 2019 |
| Sarmiento          | Argentina | 2019 - 2020 |
| Patronato          | Argentina | 2020-2023   |
| Racing de Córdoba  | Argentina | 2024        |
| Zamora Fútbol Club | Venezuela | 2024        |

## Palmarés

### Torneos nacionales
| Título             | Club      | País      | Año  |
| ------------------ | --------- | --------- | ---- |
| Primera B Nacional | Sarmiento | Argentina | 2020 |
| Copa Argentina     | Patronato | Argentina | 2022 |